# Chiesa lusitana cattolica apostolica evangelica

Stati con Chiese appartenenti alla Comunione di Porvoo. Le Chiese della Comunione anglicana sono contrassegnate da nomi in blu o viola, le Chiese luterane del nord da nomi rossi

La Chiesa lusitana cattolica apostolica evangelica ((PT)  Igreja Lusitana Católica Apostólica Evangélica) è la Chiesa Anglicana in Portogallo.

## Storia
La creazione di una monarchia costituzionale nel 1834 garantì una limitata tolleranza religiosa verso i non cattolici, e di conseguenza portò all'apertura di una cappella anglicana a Lisbona. Una seconda cappella fu aperta nel 1868.
La missione anglicana coincise con la crescente influenza del movimento vetero-cattolico in Portogallo. Congregazioni furono create da preti e laici cattolici che rifiutarono di accettare i dogmi dell'infallibilità pontificia e della giurisdizione universale del Papa, come definito dal Concilio Vaticano I nel 1870.
La Chiesa Lusitana fu formata nel 1880, quando i rappresentanti di queste congregazioni si riunirono in un sinodo presieduto da H.C. Riley, vescovo della missione in Messico. Il sinodo ebbe come risultato una costituzione e la decisione di rispettare gli standard dottrinali e liturgici della Comunione anglicana. Nel 1884 fu creato un Libro della preghiera comune portoghese, che incorpora elementi delle liturgie anglicana, romana, e mozarabica.
Fin dall'inizio la Chiesa fu assistita da un Consiglio di vescovi presieduto da Lord Plunket, all'epoca vescovo di Meath per la Chiesa d'Irlanda, e anni dopo ci furono alcuni vescovi episcopaliani americani che fornirono ministeri episcopaliani e cura pastorale, in particolare Vescovi Incaricati della Convocazione delle Chiese americane in Europa, fino alla consacrazione del primo vescovo lusitano nel 1958.
Nel 1967 un suo presbitero, Daniel Pereira Dos Santos Cabral è stato consacrato vescovo della diocesi di Lebombo in Mozambico.
In base agli Accordi di Bonn, la Chiesa Lusitana stabilì la piena comunione con varie branche delle comunioni anglicana (come, nel 1961, la Chiesa episcopale degli Stati Uniti d'America) e vetero-cattolica (nel 1965). La piena integrazione nella Comunione anglicana si ebbe nel 1980 quando la Chiesa divenne una diocesi extraprovinciale sotto l'autorità metropolitana dell'Arcivescovo di Canterbury, ma già dal 1963 la Chiesa era in piena comunione con la Chiesa d'Inghilterra e con la Chiesa d'Irlanda.
Oggi la Chiesa Lusitana è una diocesi con 15 parrocchie e missioni. Sede della chiesa è la cattedrale di San Paolo, a Lisbona.

## Vescovi
1. Henrique Riley (1880), presidente del primo sinodo
2. Joaquim Santos Figueiredo (1922), non riuscì ad essere consacrato
3. António Ferreira Fiandor (1958 - 1961), primo vescovo consacrato
4. Luís Rodrigues Pereira (1962 - 1979)
5. Fernando da Luz Soares (1980-2013)
6. José Jorge Tavares de Pina Cabral (dal 2013)